# Covas (Lousada)
Covas is een plaats (freguesia) in de Portugese gemeente Lousada en telt 763 inwoners (2001).